# Sphenoraia anjiensis
Sphenoraia anjiensis (лат.) — вид жуков-листоедов рода Sphenoraia из подсемейства Козявки (Hylaspini, Galerucinae).

## Распространение
Встречается в Китае (Чжэцзян).

## Описание
Мелкие жуки-листоеды. Самец: длина 7,2 мм, ширина 4,6 мм. Самка: длина 7,0–7,2 мм, ширина 4,8–5,0 мм. Голова, усики, переднеспинка, вентральная поверхность груди, щитик и ноги черные, надкрылья и брюшко желтые; каждое надкрылье с пятью чёрными пятнами, основание с одной парой пятен и вершина с одним пятном, срединное с большой поперечной полосой и субвершина с большим пятном; брюшко с четырьмя парами круглых чёрных пятен сбоку на первом, втором, третьем и четвертом видимых стернитах. Вид был впервые описан в 1998 году.